# Mejlborg
Mejlborg er en beboelsesejendom i Aarhus, Danmark. Bygningen ligger i området Nørre Stenbro på Kystvejen 59-65 og Mejlgade 92 i byens centrum. Det var det første store, privatopført lejlighedskompleks, der blev opført i byen, og det var populært blandt overklassen i begyndelsen af 1900-tallet. Det er tegnet af Sophus Frederik Kühnel og har navn efter gaden Mejlgade. Mejl er afledt af olddansk der betyder "middel".

## Historie
Mejlborg blev opført i 1896-98 efter tegninger af arkitekt Sophus Frederik Kühnel. Det blev bygget, hvor den tidligere byport i Mejlgade havde ligget, og bymuren havde afgrænset byen indtil 1871. Mejlborg var den første bygning af sin størrelse i byen, og det var markant højere end de nærliggende købmandshuse i Latinerkvarteret. Mejlborg blev designet til at være dyre lejligheder på østsiden ud mod Kystvejen og Aarhus Bugt. Stueetagen havde oprindeligt en fashionabel restaurant drevet af Christian Madsen.
I 1899 udbrød der en brand i en savmølle på Mejlgade, og den ødelagde 14 bygninger i nordenden af gaden, inklusive Mejlborg, og efterlod kun den ydre facade tilbage. Aarhus havde længe et artilleriregiment i Langelandsgade Kaserne og soldaterne brugte ruinerne som mål under skydetræning.
Mejlborg blev genopbygget samme år som branden, og det blev genopført stort set som det stod inden branden. Restauranten blev genetableret med en ny ejer og den kørte frem til 1960, hvor den lukkede. Mejlborg fungerede som hotel i en kort periode i begyndelsen af 1900-tallet, men det blev aldrig med stor succes. I dag efter Mejlborg udelukkende en beboelsesejendom, og den tidligere restaurant kontorer i dag.

## Beskrivelse
Bygningen af karakteriseret af en historisk gotisk renæssancestil med en rigt dekoreret facade. Facaden mod kysten er opdelt i tre sektioner med hver tre rækker vinduer. De yderste sektioner rager en smule ud og har store gotiske kamtakker, risaliter og balkoner. Midtersektionen har mange af de samme detaljer men har ikke gavle og har kviste. Hovedindgangen er i et oktagonalt tårn med en løgkuppel og et ille ur og et spir på toppen.